# Dr. Mid-Nite
Dr. Mid-Nite, superhjälte från den tid som i USA kallas "the Golden Age", ägd av DC Comics. Skapad av Chuck Reizenstein (författare) och Stan Asch (tecknare). Har kallats Midnattsmannen på svenska.

## Dr. Mid-Nite I (Charles McNider)
Doktor Charles McNider förlorade synen i en olycka men fann att han kunde se perfekt i mörker. Han bekämpade brott med hjälp av sina "Blackout Bombs", både på egen hand och som medlem i Justice Society of America. McNider blev mördad av superskurken Extant under Zero Hour-krisen. 

## Dr. Midnight (Beth Chapel)
Under 80-talet verkade även doktor Beth Chapel som Doctor Midnight. Hon var McNiders lärling och även hans yngre motsvarighet i superhjältegruppen Infinity, Inc. Hennes karriär blev dock kortvarig då hon mördades av skurken Eclipso.

## Dr. Mid-Nite II (Pieter Cross)
För tillfället har doktor Pieter Cross tagit över rollen som Doctor Mid-Nite. Denna inkarnation av doktorn är skapad av Matt Wagner (författare) och John K. Snyder (tecknare).
När norsk-amerikanske läkaren Cross undersökte mystiska droger i sin hemstad Portsmouth blev han drogad och råkade ut för en bilolycka som kostade honom synen, men gav honom andra sinnen som kompensation. Han beslöt sig för att bekämpa brott genom att ta sig ett namn från det förflutna. 
Han är för tillfället verksam i det den nya versionen av JSA.
 Artikeln var, i den version den hade den 7 februari 2006, helt eller delvis hämtad från Seriewikin (hos Seriefrämjandet): Dr. Mid-Nite